# Xanthomonas translucens
Espèce
Xanthomonas translucens est une espèce de proteobactéries de la famille des  Xanthomonadaceae. Ce sont des bactéries phytopathogènes dont il existe de nombreuses souches, ou pathovars, responsables de diverses maladies des plantes, en particulier la maladie des stries bactériennes (ou glume noire des céréales) causée par Xanthomonas translucens pv. translucens et le flétrissement bactérien des graminées, causé par Xanthomonas translucens pv graminis.

## Liste des non-classés
Selon NCBI (4 août 2018) :
- Xanthomonas translucens DAR61454
- Xanthomonas translucens pv. arrhenatheri (Egli & Schmidt 1982) Vauterin & al. 1995
- Xanthomonas translucens pv. cerealis
- Xanthomonas translucens pv. graminis
- Xanthomonas translucens pv. hordei
- Xanthomonas translucens pv. phlei
- Xanthomonas translucens pv. phleipratensis
- Xanthomonas translucens pv. pistacia
- Xanthomonas translucens pv. poae
- Xanthomonas translucens pv. secalis
- Xanthomonas translucens pv. translucens
- Xanthomonas translucens pv. undulosa

## Séquençage du génome
Les génomes de nombreuses souches et pathovars de Xanthomonas translucens ont été séquencés, fournissant des informations importantes sur la diversité génétique, l'évolution et les mécanismes de virulence de ce pathogène. La première séquence complète du génome d'une souche pathotype, X. t. pv. translucens DSM 18974T, a été publiée en 2016. Ce travail a été suivi en 2022 par un projet d'envergure qui a publié les génomes complets des dix autres souches pathotypes de X. translucens, élargissant considérablement les ressources génomiques pour cette espèce.
En 2022, le premier génome complet d'une souche sud-américaine, X. translucens pv. undulosa MAI5034, a été publié. Cette souche a été isolée sur du blé en Uruguay. La construction de la banque d'ADN et le séquençage pour ce projet ont été réalisés en Belgique. La séquence est disponible dans la base de données GenBank.